# Premi e riconoscimenti di George Michael
Questa è una lista di premi e riconoscimenti ottenuti dal cantante George Michael.

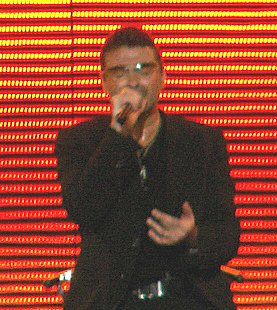
George Michael

## American Music Awards
- 1989 - Favourite Male Vocalist (Pop/Rock)
- 1989 - Favourite Male Vocalist (Soul/R&B)
- 1989 - Favourite Album (Faith) (Soul/R&B)

## Brit Awards
- 1988 - Best British Male
- 1991 - Best British Album (Listen Without Prejudice, Vol 1)
- 1997 - Best British Male

## Capital FM Awards
- 1995 - Best Male Singer
- 1996 - Best Male Singer

## Grammy Awards
- 1987 - Best Rhythm & Blues Vocal Performance - Duo or Group ("I Knew You Were Waiting (For Me)")
- 1989 - Album of the Year (Faith)

## Ivor Novello Awards
- 1985 - Songwriter of the year
- 1989 - International Hit of the Year ("Faith")
- 1989 - Songwriter of the Year
- 1996 - Songwriter of the Year

## MTV
- 1999 - 100 Greatest Videos Ever Made: "Freedom '90" (#18), "Faith" (#95)
- 2000 - Rolling Stone and MTV - 100 Greatest Pop Songs: "Faith" (#53), "Careless Whisper" (#89)

## MTV Europe Music Award
- 1996 - Best Male

## MTV Video Music Awards
- 1988 - Best Direction of a Video ("Father Figure") (George Michael and Andy Morahan)
- 1993 - European Viewers Choice Award ("Killer/Papa Was A Rolling Stone")
- 1996 - International Viewers Choice Award ("Fastlove")

## Rolling Stone Magazine
- 1993 - Top 100 Music Videos of all Time: "Faith" (#56), "Freedom '90" (#91)
- 2000 - Rolling Stone and MTV - 100 Greatest Pop Songs: "Faith" (#53), "Careless Whisper" (#89)
- 2003 - Top 500 Greatest Albums of all Time: Faith (#480)

## VH1
- 2001 - 100 Greatest Videos: "Freedom '90" (#12)
- 2002 - 100 Sexiest Artists (#73)
- 2003 - 100 Best Songs of the Last 25 Years: "Faith" (#51)

## Virgin Media Awards
- 2012 - Best Male Award